# Alberto Tenenti
Alberto Tenenti (1924, Viareggio - 2002, París) fue un historiador de la época moderna, que trabajó fundamentalmente en París.

## Vida
Tras sus estudios superiores en Italia, trabajó en el Centre National de la Recherche Scientifique varios años, asesorado por Lucien Febvre. Estudió historia en la Universidad de Bolonia.
Dirigió el Archivo del Estado de Brescia y siguió vinculado a Italia en todas sus publicaciones hasta el final de su vida. Pero, desde 1965, enseñó en París, en cátedra de la École Pratique des Hautes Études en Sciences Sociales, donde entró con Braudel. Su Il senso della morte e l'amore della vita nel Rinascimento (1957) es una obra impar sobre los orígenes de la sensibilidad moderna: sobre el 'ars moriendi', y lo 'macabro', en el siglo XV, que adquiere «unas dimensiones desconocidas y verdaderamente anormales». 
Luego, hizo numerosos trabajos de conjunto en pos de una historia global: Los fundamentos del mundo moderno (1967), un clásico; Florencia en la época de los Medicis (1967); La formación del mundo moderno (1980). 
Finalmente ha analizado temas económicos, estudiando problemas como los seguros marítimos a inicios de la modernidad; L'Italia del Quattrocento. Economia e società. En este mismo sentido, editó a un clásico como Leon Battista Alberti, I libri della famiglia, con un prólogo esclarecedor sobre la aparición del 'tiempo' en la idea monetaria que va imponiéndose en Europa.

## Obras
- Il senso della morte e l'amore della vita nel Rinascimento, Turín, Einaudi, 1957 y 1989 (El sentido por la muerte y el amor por la vida en el Renacimiento, Madrid, Ollero, registrado en 1992, sin publicarse).
- Venezia e i corsari, Bari, Laterza, 1961.
- Florencia en la época de los Medicis, Madrid, Springer, 1985 (or. 1967).
- Los fundamentos del mundo moderno, Madrid, Siglo XXI, 1989, con Ruggiero Romano (or. 1967).
- «Erasmo», en VV. AA., Humanismo y Contrarreforma, Buenos Aires, CEAL, 1978.
- Leon Battista Alberti, I libri della famiglia, Turín , Einaudi; edición y prólogo.
- Credence, ideologie, libertinismi tra medioevo ed età moderna, Bolonia, Il Mulino, 1978.
- La formación del mundo moderno: ss. XIV-XVII, Barcelona, Crítica, 1989 (or. 1980).
- Stato: un'idea, una lógica. Dal comune italiano all'assolutismo francese,  Bolonia, Il Mulino, 1987.
- "El Renacimiento", en Historia Universal (dirigida por Josep Fontana), Barcelona, Planeta, 1992.
- L'Italia del Quattrocento. Economia e società, Bari, Laterza, 1994.
- De las revueltas a las revoluciones, Barcelona, Crítica, 1999 (or. 1997).
- La Edad Moderna, Barcelona, Crítica, 2003.